# Stephen Timms
Stephen Timms Creswell (né le 29 juillet 1955) est un homme politique britannique, membre du Parti travailliste, qui est député pour East Ham depuis 1997, après avoir représenté la circonscription de Newham North East de 1994 à 1997.
Il est membre du Cabinet de 2006 à 2007 en tant que secrétaire en chef du Trésor. En mai 2010, il survit à une tentative de meurtre de la terroriste islamique Roshonara Choudhry, qui l'a poignardé deux fois à l'abdomen.

## Biographie

### Jeunesse et formation
Timms est né à Oldham, Lancashire, fils de Ronald James Timms, ingénieur, et Margaret Joyce Timms, enseignante,. Il est scolarisé à la Farnborough Grammar School de Farnborough, Hampshire, puis étudie les mathématiques à l'Emmanuel College de Cambridge, où il obtient un diplôme en mathématiques en 1977 et un MPhil en recherche opérationnelle en 1978. 
Avant d'entrer en politique, Timms travaille dans l'industrie des télécommunications pendant 15 ans, d'abord pour Logica de 1978 à 1986, puis pour Ovum de 1986 à 1994, où il est gestionnaire responsable de la production de rapports sur l'avenir des télécommunications. 

### Vie politique

#### Élu local
Il est élu conseiller pour le quartier de Little Ilford au conseil du borough londonien de Newham lors d'une élection partielle en 1984, et est chef du conseil de 1990 à 1994. 

#### Député
Le député travailliste de Newham North East, Ron Leighton, meurt en février 1994. Timms est choisi comme candidat travailliste pour l'élection partielle organisée au mois de juin suivant. Il remporte le siège avec 75 % des voix. 
Pour les élections suivantes, sa circonscription est fusionnée avec une partie de Newham South et, lors des élections générales de mai 1997, Timms est élu député de la nouvelle circonscription d'East Ham. 

#### Au gouvernement
Timms est secrétaire privé parlementaire d'Andrew Smith de mai 1997 à mars 1998, puis de Mo Mowlam de mars à juillet 1998. 
En 1998, il est nommé sous-secrétaire d'État parlementaire au département de la Sécurité sociale, devenant ministre d'État dans ce département l'année suivante. Il est ministre d'État au Commerce électronique et à la Compétitivité et ministre d'État à l'Énergie, au Commerce électronique et aux Services postaux au ministère du Commerce et de l'Industrie ; ministre d'État aux Normes scolaires au ministère de l'Éducation et des Compétences ; ministre d'État aux Pensions au ministère du Travail et des Pensions ; et secrétaire financier du Trésor de 1999 à 2001, de septembre 2004 à mai 2005 et d'octobre 2008 à mai 2010 . 
En mai 2006, il est promu au Cabinet en tant que secrétaire en chef du Trésor, le second du chancelier de l’Échiquier, responsable des questions budgétaires du département, poste qu'il conserve jusqu'au 28 juin 2007, date à laquelle il est démis de ses fonctions par le nouveau Premier ministre Gordon Brown. Il est nommé ministre d'État à la Compétitivité au sein du nouveau département des Entreprises et de la Réforme de la réglementation. 
À la suite du remaniement gouvernemental du 24 janvier 2008, résultat de la démission de Peter Hain, Timms est transféré au ministère du Travail et des Pensions et devient ministre de l'Emploi et de la Réforme sociale . 
Tony McNulty remplace Timms le 3 octobre 2008, qui revient à son ancien poste de secrétaire financier au Trésor. 
En août 2009, Timms se voit confier la responsabilité supplémentaire du Digital Britain. En septembre 2009, il annonce son intention de faire percevoir une taxe de 6 £ par an sur chaque compte de téléphone au Royaume-Uni. À l'époque, cela est largement décrit comme une taxe furtive dans les médias britanniques. En avril 2010, le département de Timms fait une erreur embarrassante lorsqu'une lettre présentée comme venant de lui présente à tort l'adresse IP comme l'« adresse de propriété intellectuelle ». 

### Dans l'opposition
Timms est nommé ministre fantôme de l'Emploi après l'élection d'Ed Miliband à la tête du parti. 
Selon certaines rumeurs, Timms est l'un des trois ministres fantômes qui ont menacé de démissionner si le Parti travailliste n'accordait pas un vote libre sur la loi de 2013 concernant le mariage des couples de même sexe. Timms s'est ensuite abstenu sur le projet de loi,. 
Il soutient Owen Smith dans la tentative ratée de remplacer Jeremy Corbyn aux élections à la direction du Parti travailliste (Royaume-Uni) en 2016. 

### Tentative de meurtre
Le 14 mai 2010, Timms est approché par Roshonara Choudhry, une extrémiste islamiste de 21 ans, lors d'une opération dans la circonscription de la Beckton Globe Library à Kingsford Way, Beckton, East London. Choudhry poignarde Timms deux fois dans l'abdomen avec un couteau de cuisine avant d'être désarmée. Elle a déclaré qu'elle avait été influencée par les sermons d'Anwar al-Awlaqi, un chef d'Al-Qaïda dans la péninsule arabique, et que son attaque visait à punir Timms pour avoir voté pour la guerre d'Irak et venger le peuple irakien. 
Il souffre de blessures « potentiellement mortelles » - des lacérations au foie et une perforation à l'estomac. Un officier de police présent sur les lieux fait remarquer que Timms « était extrêmement chanceux de ne pas avoir été tué ». Timms subit une intervention chirurgicale d'urgence au Royal London Hospital, dont il sort le 19 mai. 
Le 2 novembre 2010, Choudhry est reconnue coupable de la tentative de meurtre de Timms. Elle est ensuite condamnée à la réclusion à perpétuité, avec une peine minimale de 15 ans de prison. Après le procès, Timms a déclaré qu'il n'était pas amer, mais qu'il ne pardonnait pas car son agresseur ne montrait aucun remords. Il a depuis cherché à interdire les propos haineux sur les sites Internet populaires « pour protéger les autres jeunes vulnérables de la même voie »

## Vie privée
Timms est un chrétien évangélique. Il vit dans le quartier londonien de Newham depuis 1979 et est marié à Hui-Leng Lim depuis 1986. 